# Escondido
Escondido är en stad (city) i San Diego County, i delstaten Kalifornien, USA. Enligt United States Census Bureau har staden en folkmängd på 146 032 invånare (2011) och en landarea på 95,3 km².